# 蒙托波利-因瓦尔达诺
蒙托波利-因瓦尔达诺（義大利語：Montopoli in Val d'Arno），是意大利托斯卡纳大区比萨省的一个市镇。总面积29.89平方公里，人口11163人，人口密度373.5人/平方公里（2009年）。ISTAT代码为050022。